# Jump Festa
Pour les articles homonymes, voir Festa (homonymie).
 (avril 2020).
Si vous disposez d'ouvrages ou d'articles de référence ou si vous connaissez des sites web de qualité traitant du thème abordé ici, merci de compléter l'article en donnant les références utiles à sa vérifiabilité et en les liant à la section « Notes et références ».
Jump Festa (ジャンプフェスタ, Janpu Fesuta) est une manifestation consacrée aux domaines de l'animation et du manga et qui a lieu chaque année depuis 1998 au Japon. Elle est organisée par l'éditeur Shūeisha, créateur des différents magazines Jump. L’évènement est l'occasion de présenter de nouveaux films, manga, jeux ou marchandises diverses. 
Il est de tradition que la manifestation serve à montrer des séries connues sous un autre jour, grâce à des produits ou épisodes spéciaux, afin de démontrer la capacité de renouvellement des auteurs. Nombre d'artistes parmi les plus populaires des magazines Jump participent à l’évènement, pour des rencontres avec le public et autres séances d'entretien. 
L’évènement est également une convention de jeu, en particulier ceux des éditeurs Namco Bandai ou Square Enix qui diffusent de nouvelles images et trailers de leurs créations et mettent à disposition des visiteurs des démonstrations de jeux. Bien que l'événement soit concentré autour des productions Shonen Jump, il offre aussi un espace pour d'autres animes ou jeux vidéo.